# Tour of Oman 2016
Il Tour of Oman 2016, settima edizione della corsa, valido come prova dell'UCI Asia Tour 2016 categoria 2.HC, si svolse in sei tappe dal 16 al 21 febbraio 2016 su un percorso di complessivi 911 km, con partenza dall'Oman Exhibition Centre, a Mascate, e arrivo a Matrah Corniche, in Oman. La corsa fu vinta dall'italiano Vincenzo Nibali con il tempo di 22h25'25" alla media di 38,645 km/h.

## Percorso
Prima tappa subito piuttosto arcigna sullo stesso arrivo dello scorso anno. Una tappa che mette i big subito sul chi va là con le due ascese di Hamriyah e Bandar Jissah prima del complicato rettilineo finale.
La seconda frazione, la Omantel Head Office-Quriyat di 162 km, prevede un finale in salita con una secca scalata che potrebbe arridere a corridori scattanti.
La Al Sawadi Beach > Naseem Park è una tappa adatta ai velocisti.
Nella quarta tappa si arriva all'ormai tradizionale traguardo fissato in vetta alla Green Mountain (Jebel Akhdar): l'ascesa però in questo 2016 è più lunga e la sua pendenza media si aggira intorno al 10%.
Quinta tappa con l'arrivo presso il Ministero del Turismo omanese in cui ci sono da scalare i due versanti del Boucher Al Amerat: il primo misura 3,8 km all'8,8%, il secondo è più breve (3,2 km) e ha pendenze meno impegnative (la media è del 6,8%). Lo scorso anno la tappa fu cancellata a causa del caldo estremo che rese impossibile la marcia degli atleti.
Ultima frazione con arrivo previsto di fronte alla spiaggia di Matrah Corniche. Potrebbe essere l'ultima chance per i velocisti, ma attenzione perché diversi strappi disseminati lungo il percorso potrebbero complicare i piani dei treni.

## Tappe
| Tappa  | Data        | Percorso                                               | km    | Vincitore di tappa   | Leader cl. generale  |
| ------ | ----------- | ------------------------------------------------------ | ----- | -------------------- | -------------------- |
| 1ª     | 16 febbraio | Oman Exhibition Center > Al-Bustan                     | 145,5 | Bob Jungels          | Bob Jungels          |
| 2ª     | 17 febbraio | Omantel Head Office > Qurayyat                         | 162   | Edvald Boasson Hagen | Edvald Boasson Hagen |
| 3ª     | 18 febbraio | Al Sawadi Beach > Naseem Park                          | 176,5 | Alexander Kristoff   | Edvald Boasson Hagen |
| 4ª     | 19 febbraio | Knowledge Oasis Muscat > Jabal Akhḍar (Green Mountain) | 177   | Vincenzo Nibali      | Vincenzo Nibali      |
| 5ª     | 20 febbraio | Yiti > Ministry of Tourism                             | 119,5 | Edvald Boasson Hagen | Vincenzo Nibali      |
| 6ª     | 21 febbraio | The Wave, Mascate > Matrah Corniche                    | 130,5 | Alexander Kristoff   | Vincenzo Nibali      |
| Totale | Totale      | Totale                                                 | 911   |                      |                      |

## Squadre partecipanti
| N.    | Cod. | Squadra                |
| ----- | ---- | ---------------------- |
| 1-7   | LAM  | Lampre-Merida          |
| 11-18 | BMC  | BMC Racing Team        |
| 21-28 | AST  | Astana Pro Team        |
| 31-38 | KAT  | Team Katusha           |
| 41-48 | ALM  | AG2R La Mondiale       |
| 51-58 | BOA  | Bora-Argon 18          |
| 61-68 | EQS  | Etixx-Quick Step       |
| 71-78 | FVC  | Fortuneo-Vital Concept |
| 81-86 | TGA  | Team Giant-Alpecin     |

| N.      | Cod. | Squadra                      |
| ------- | ---- | ---------------------------- |
| 91-98   | WGG  | Wanty-Groupe Gobert          |
| 101-108 | DDD  | Dimension Data               |
| 111-117 | ROP  | Roompot Oranje Peloton       |
| 121-128 | TLJ  | Team Lotto NL-Jumbo          |
| 131-138 | TVB  | Topsport Vlaanderen-Baloise  |
| 141-148 | DPC  | Drapac Professional Cycling  |
| 151-158 | UHC  | UnitedHealthcare Pro Cycling |
| 161-168 | CCC  | CCC Sprandi Polkowice        |
| 171-178 | SSG  | Stölting Service Group       |

## Dettagli delle tappe

### 1ª tappa
- 16 febbraio: Oman Exhibition Center > Al-Bustan – 145,5 km

Risultati
| Pos. | Corridore     | Squadra      | Tempo    |
| ---- | ------------- | ------------ | -------- |
| 1    | Bob Jungels   | Etixx        | 3h37'33" |
| 2    | Serge Pauwels | Dimension D. | a 6"     |
| 3    | Romain Bardet | AG2R         | a 8"     |

| Pos. | Corridore     | Squadra      | Tempo    |
| ---- | ------------- | ------------ | -------- |
| 1    | Bob Jungels   | Etixx        | 3h37'23" |
| 2    | Serge Pauwels | Dimension D. | a 10"    |
| 3    | Romain Bardet | AG2R         | a 14"    |

### 2ª tappa
- 17 febbraio: Omantel Head Office > Qurayyat – 162 km

Risultati
| Pos. | Corridore         | Squadra      | Tempo    |
| ---- | ----------------- | ------------ | -------- |
| 1    | E. Boasson Hagen  | Dimension D. | 4h12'00" |
| 2    | Vincenzo Nibali   | Astana       | s.t.     |
| 3    | Greg Van Avermaet | BMC          | s.t.     |

| Pos. | Corridore         | Squadra      | Tempo    |
| ---- | ----------------- | ------------ | -------- |
| 1    | E. Boasson Hagen  | Dimension D. | 7h49'31" |
| 2    | Vincenzo Nibali   | Astana       | a 4"     |
| 3    | Greg Van Avermaet | BMC          | a 6"     |

### 3ª tappa
- 18 febbraio: Al Sawadi Beach > Naseem Park – 176,5 km

Risultati
| Pos. | Corridore          | Squadra  | Tempo    |
| ---- | ------------------ | -------- | -------- |
| 1    | Alexander Kristoff | Katusha  | 4h03'22" |
| 2    | Moreno Hofland     | Lotto NL | s.t.     |
| 3    | Roy Jans           | Wanty    | s.t.     |

| Pos. | Corridore         | Squadra      | Tempo     |
| ---- | ----------------- | ------------ | --------- |
| 1    | E. Boasson Hagen  | Dimension D. | 11h52'53" |
| 2    | Vincenzo Nibali   | Astana       | a 4"      |
| 3    | Greg Van Avermaet | BMC          | a 6"      |

### 4ª tappa
- 19 febbraio: Knowledge Oasis Muscat > Jabal Akhḍar (Green Mountain) – 177 km

Risultati
| Pos. | Corridore       | Squadra | Tempo    |
| ---- | --------------- | ------- | -------- |
| 1    | Vincenzo Nibali | Astana  | 4h25'48" |
| 2    | Romain Bardet   | AG2R    | a 9"     |
| 3    | Jakob Fuglsang  | Astana  | a 12"    |

| Pos. | Corridore       | Squadra | Tempo     |
| ---- | --------------- | ------- | --------- |
| 1    | Vincenzo Nibali | Astana  | 16h18'35" |
| 2    | Romain Bardet   | AG2R    | a 15"     |
| 3    | Jakob Fuglsang  | Astana  | a 24"     |

### 5ª tappa
- 20 febbraio: Yiti > Ministry of Tourism – 119,5 km

Risultati
| Pos. | Corridore         | Squadra        | Tempo    |
| ---- | ----------------- | -------------- | -------- |
| 1    | E. Boasson Hagen  | Dimension D.   | 3h05'32" |
| 2    | Marco Canola      | UnitedHealthc. | s.t.     |
| 3    | Greg Van Avermaet | BMC            | s.t.     |

| Pos. | Corridore       | Squadra | Tempo     |
| ---- | --------------- | ------- | --------- |
| 1    | Vincenzo Nibali | Astana  | 19h04'27" |
| 2    | Romain Bardet   | AG2R    | a 15"     |
| 3    | Jakob Fuglsang  | Astana  | a 24"     |

### 6ª tappa
- 21 febbraio: The Wave, Mascate > Matrah Corniche – 130,5 km

Risultati
| Pos. | Corridore          | Squadra       | Tempo    |
| ---- | ------------------ | ------------- | -------- |
| 1    | Alexander Kristoff | Katusha       | 3h01'18" |
| 2    | Zico Waeytens      | Giant-Alpecin | s.t.     |
| 3    | S. Kragh Andersen  | Giant-Alpecin | s.t.     |

| Pos. | Corridore       | Squadra | Tempo     |
| ---- | --------------- | ------- | --------- |
| 1    | Vincenzo Nibali | Astana  | 22h25'25" |
| 2    | Romain Bardet   | AG2R    | a 15"     |
| 3    | Jakob Fuglsang  | Astana  | a 24"     |

## Evoluzione delle classifiche
| Tappa              | Vincitore            | Classifica generale Maglia rossa | Classifica a punti Maglia verde | Classifica dei giovani Maglia bianca | Classifica del più combattivo Maglia rosso verde | Classifica a squadre |
| ------------------ | -------------------- | -------------------------------- | ------------------------------- | ------------------------------------ | ------------------------------------------------ | -------------------- |
| 1ª                 | Bob Jungels          | Bob Jungels                      | Serge Pauwels                   | Floris De Tier                       | Amaury Capiot                                    | Dimension Data       |
| 2ª                 | Edvald Boasson Hagen | Edvald Boasson Hagen             | Edvald Boasson Hagen            | Patrick Konrad                       | Alexander Kamp                                   | Dimension Data       |
| 3ª                 | Alexander Kristoff   | Edvald Boasson Hagen             | Edvald Boasson Hagen            | Patrick Konrad                       | Kenny Dehaes                                     | Dimension Data       |
| 4ª                 | Vincenzo Nibali      | Vincenzo Nibali                  | Vincenzo Nibali                 | Brendan Canty                        | Kenny Dehaes                                     | Dimension Data       |
| 5ª                 | Edvald Boasson Hagen | Vincenzo Nibali                  | Edvald Boasson Hagen            | Brendan Canty                        | Jacques Janse van Rensburg                       | Dimension Data       |
| 6ª                 | Alexander Kristoff   | Vincenzo Nibali                  | Edvald Boasson Hagen            | Brendan Canty                        | Jacques Janse van Rensburg                       | Dimension Data       |
| Classifiche finali | Classifiche finali   | Vincenzo Nibali                  | Edvald Boasson Hagen            | Brendan Canty                        | Jacques Janse van Rensburg                       | Dimension Data       |

## Classifiche finali

### Classifica generale - Maglia rossa
| Pos. | Corridore          | Squadra       | Tempo     |
| ---- | ------------------ | ------------- | --------- |
| 1    | Vincenzo Nibali    | Astana        | 22h25'25" |
| 2    | Romain Bardet      | AG2R          | a 15"     |
| 3    | Jakob Fuglsang     | Astana        | a 24"     |
| 4    | Tom Dumoulin       | Giant-Alpecin | a 40"     |
| 5    | Rui Costa          | Lampre        | a 54"     |
| 6    | E. Boasson Hagen   | Dimension D.  | a 1'06"   |
| 7    | Brendan Canty      | Drapac        | a 1'31"   |
| 8    | D. Pozzovivo       | AG2R          | a 1'38"   |
| 9    | Merhawi Kudus      | Dimension D.  | a 1'56"   |
| 10   | Gianluca Brambilla | Etixx         | a 1'59"   |

### Classifica a punti - Maglia verde
| Pos. | Corridore          | Squadra | Punti |
| ---- | ------------------ | ------- | ----- |
| 1    | E. Boasson Hagen   | D. Data | 41    |
| 2    | Alexander Kristoff | Katusha | 30    |
| 3    | Vincenzo Nibali    | Astana  | 28    |
| 4    | Greg Van Avermaet  | BMC     | 26    |
| 5    | Romain Bardet      | AG2R    | 24    |

### Classifica giovani - Maglia bianca
| Pos. | Corridore         | Squadra      | Tempo     |
| ---- | ----------------- | ------------ | --------- |
| 1    | Brendan Canty     | Drapac       | 22h26'56" |
| 2    | Merhawi Kudus     | Dimension D. | a 25"     |
| 3    | Eduardo Sepúlveda | Fortuneo     | a 48"     |
| 4    | Emanuel Buchmann  | Bora         | a 59"     |
| 5    | Patrick Konrad    | Bora         | a 1'29"   |

### Classifica a squadre
| Pos. | Squadra          | Tempo     |
| ---- | ---------------- | --------- |
| 1    | Dimension Data   | 67h22'19" |
| 2    | Astana Pro Team  | a 47"     |
| 3    | Bora-Argon 18    | a 3'14"   |
| 4    | Etixx-Quick Step | a 3'34"   |
| 5    | AG2R La Mondiale | a 11'26"  |